# Action récursoire en droit français
Une action récursoire est un recours en justice exercé contre le véritable débiteur d'une obligation juridique par celui qui est tenu de l'exécuter en tant que débiteur solidaire, garant ou responsable du fait d'autrui.
L'action récursoire est la plus fréquente des actions appelées recours, lesquelles permettent au débiteur d'une obligation ou, dans certains cas, au créancier de se tourner vers un tiers pour lui faire supporter tout ou partie de l'obligation. Elle est le recours exercé par le débiteur légal tenu d'exécuter l'obligation en tant que débiteur solidaire, garant ou responsable du fait d'autrui, contre le débiteur véritable.

## En droit administratif

### Historique

#### Reconnaissance de la responsabilité de l’État (1873)
En droit administratif français, l’action récursoire se fonde sur le principe de responsabilité dégagé par l’arrêt Pelletier du 30 juillet 1873 du Tribunal des conflits qui crée un partage de responsabilité entre l’administration et l’agent. S’y ajoute la solution dégagée par le Conseil d’État dans sa décision Époux Lemonnier du 26 juillet 1918 selon laquelle « la victime a le choix de mettre en jeu la responsabilité de l’agent public devant le juge judiciaire ou la responsabilité de l’administration devant le juge administratif, quitte pour l’administration à exercer une action récursoire contre l'agent fautif, sauf lorsque la faute est dépourvue de tout lien avec le service »,. Léon Blum, en tant que commissaire du gouvernement dans l’affaire Époux Lemonnier, avait résumé que « la faute se détache peut-être du service mais le service ne se détache pas de la faute ».

#### Protection des intérêts de l’administration (1951)
Toutefois, le Conseil d’État a entendu protéger les droits de l’administration et éviter de la transformer en une « assurance de l’irresponsabilité des agents » qui répond de toutes leurs fautes. En effet, la jurisprudence administrative n’admettait pas une responsabilité personnelle générale d’un fonctionnaire envers l’administration : le fondement d’une disposition législative expresse était nécessaire, créant une forme d’irresponsabilité des agents publics.
En 1951, dans ses deux décisions Laruelle et Delville, le Conseil d’État renverse cette position et ouvre une voie d’action récursoire de l’administration, condamnée à des dommages-intérêts devant la juridiction administrative, à l’encontre d’un agent dès lors que la condamnation résulte d’une faute personnelle de l’agent. En outre, si le dommage résulte cumulativement d’une faute de service et d’une faute personnelle, l’agent ne supporte que la part du dommage dont sa faute personnelle est à l’origine. Enfin, si plusieurs agents sont co-auteurs d’un dommage en raison d’une faute personnelle, ils ne sont pas condamnés solidairement et chacun supporte la part du dommage à la hauteur de sa faute.
En 1963, l’action récursoire de l'agent à l’encontre de l’administration est reconnu comme un principe général du droit français. Le principe est également inscrit aux articles L134-2 et L134-3 du code général de la fonction publique.

### Réparation et imputabilité
La technique de l’action récursoire s’est développée avec le souci d’accorder la meilleure protection aux victimes, sans paralyser l’administration ou ses agents en raison d’une responsabilité trop étendue et financièrement excessive (d’où la création de la « faute de service »), alors même que le service public fait intervenir des acteurs aux statuts variés (comme des contractuels ou des délégations de service public). L’action récursoire crée une responsabilité interchangeable et réversible, pour faciliter l’indemnisation la victime qui peut attaquer indifféremment l’administration devant la juridiction administrative ou l’agent devant la juridiction judiciaire. Surtout, elle distingue deux phases : la réparation et l’imputabilité.
Ainsi, le juge ne recherche plus le responsable effectif du dommage avant de se prononcer. Dans un premier temps, il recherche une indemnisation rapide et effective du dommage de la victime. Dans un deuxième temps, l’administration ou l’agent peut se retourner contre l’autre, s’il s’y croit fondé, pour demander le partage des responsabilités réelles et effectives devant le juge (imputabilité). Au fond, l’action récursoire est un « mécanisme de responsabilité solidaire » : la victime peut attaquer l’auteur qu’elle présume et, ensuite, celui-ci peut ensuite se retourner contre le réel responsable présumé pour obtenir la « réparation de la réparation ». En outre, l’administration apparaît comme une garantie du dommage causé par son agent, surtout en cas de partage des responsabilités ou de cumul de fautes personnelles et de service.

### Voies d’action
En principe, l’action récursoire peut être exercée dans deux situations principales : d’une part, l’administration à l’encontre de l’agent et, d’autre part, l’agent à l’encontre de l’administration.

#### Action récursoire de l’administration à l’encontre de l’agent
L’action récursoire peut être menée par l’administration à l’encontre d’un agent pour obtenir le recouvrement des sommes versées par l’État aux victimes du fait d’une faute personnelle de l’agent. En pareil cas, à l’exception des magistrats judiciaires et du service public de la justice, seul le juge administratif est compétent pour connaître des recours et de la légalité d’un titre exécutoire de perception émis par l’État, même si l’affaire a été initialement jugée par un tribunal judiciaire. En vertu de la dualité des ordres de juridiction, le juge administratif est compétent pour rechercher les fautes de service imputables à l’administration et les fautes personnelles commises par les agents. Le juge peut : soit rejeter le recours de l’État en l’absence de faute personnelle ; soit reconnaître totalement la faute personnelle de l’agent et le condamner au remboursement de la totalité des sommes versées par l’État, même si la faute s’apparente à une « faute personnelle non dépourvue de tout lien avec le service » ; soit reconnaître un partage des responsabilités s’il constate une faute de service et une faute personnelle.
Par exemple, le Conseil d’État a jugé qu’un titre exécutoire portant action récursoire est fondé, dès lors que la faute commise a le caractère d’une « faute personnelle détachable de l'exercice par l’intéressé de ses fonctions », même si elle est intervenue dans le service. En l’espèce, il a reconnu la responsabilité personnelle d’un militaire, radié des cadres de l’armée active pour « faute grave dans le service », ayant commis un homicide involontaire après avoir tiré à balles réelles dans le service mais en-dehors de tout exercice organisé par l’autorité militaire. Le Conseil d’État a considéré qu’« en raison de son extrême gravité, cette faute justifie qu’ait été mise à la charge de l'intéressé la totalité des conséquences dommageables qui en sont résultées ».
Par ailleurs, dans le cas d’une inexécution d’une décision de justice par une association dont l’État assure la tutelle et ayant entraîné un préjudice à un tiers, l’État peut être condamné pour faute lourde car il s’est abstenu de faire usage de son pouvoir de tutelle, qui lui aurait permis d’inscrire d’office au budget de l’association les crédits nécessaires à l’acquittement de la décision de justice. Toutefois, après indemnisation du tiers lésé, l’État est fondé à engager une action récursoire (et non subrogatoire) contre cette association.

#### Action récursoire de l'agent à l’encontre de l’administration
Prévue par les articles L134-2 et L134-3 du code général de la fonction publique, l’action récursoire peut être menée par l’agent à l’encontre de l’administration pour obtenir le recouvrement des sommes versées à la victime, si le dommage provenait d’une faute de service.
« Sauf en cas de faute personnelle détachable de l’exercice de ses fonctions, la responsabilité civile de l’agent public ne peut être engagée par un tiers devant les juridictions judiciaires pour une faute commise dans l'exercice de ses fonctions. »
— Article L134-2 du code général de la fonction publique (en vigueur le 28 mai 2023)
« Lorsque l’agent public a été poursuivi par un tiers pour faute de service et que le conflit d'attribution n’a pas été élevé, la collectivité publique doit, dans la mesure où une faute personnelle détachable de l’exercice de ses fonctions n’est pas imputable à l'agent public, le couvrir des condamnations civiles prononcées contre lui. »
— Article L134-3 du code général de la fonction publique (en vigueur le 28 mai 2023)
Ce recours est d’autant plus important qu’au moins deux « fautes » sont susceptibles d’avoir été commises : d’une part, le juge judiciaire s’est « trompé » en confondant la faute personnelle avec la faute de service ; et, d’autre part, le représentant de l’État n’a pas élevé le conflit devant la juridiction administrative en temps utile, ce qui aurait pu avoir comme effet de reconnaître la responsabilité de l’administration à la place de l’agent.
L’action récursoire de l’agent à l’encontre de l’administration est un principe général du droit depuis 1963.
Si une faute de service est à l’origine du dommage, même partiellement, l’agent est fondé à obtenir le remboursement partiel des sommes versées à tort,. Par exemple, c’est ainsi que le Conseil d’État s’est déterminé dans sa décision du 12 avril 2002 concernant Maurice Papon : les faits pour lesquels l’ancien secrétaire général de la préfecture de la Gironde a été condamné résultent d’une faute personnelle « inexcusable […] eu égard à la gravité exceptionnelle des faits et de leurs conséquences » et d’une faute de service de l’administration. En conséquence, l’État a été condamné à payer la moitié des dommages que la Cour d'assises de la Gironde avait attribués aux parties civiles à la charge de Maurice Papon.
Dans cette décision, le juge administratif précise également le cadre d’application des dispositions législatives de l’action récursoire :
« Pour l'application de ces dispositions, il y a lieu – quel que soit par ailleurs le fondement sur lequel la responsabilité du fonctionnaire a été engagée vis-à-vis de la victime du dommage – de distinguer trois cas. Dans le premier, où le dommage pour lequel l'agent a été condamné civilement trouve son origine exclusive dans une faute de service, l'administration est tenue de couvrir intégralement l'intéressé des condamnations civiles prononcées contre lui. Dans le deuxième cas, où le dommage provient exclusivement d'une faute personnelle détachable de l'exercice des fonctions, l'agent qui l'a commise ne peut au contraire, quel que soit le lien entre cette faute et le service, obtenir la garantie de l'administration. Dans le troisième cas, où une faute personnelle a, dans la réalisation du dommage, conjugué ses effets avec ceux d'une faute de service distincte, l'administration n'est tenue de couvrir l'agent que pour la part imputable à cette faute de service. Il appartient dans cette dernière hypothèse au juge administratif, saisi d'un contentieux opposant le fonctionnaire à son administration, de régler la contribution finale de l'un et de l'autre à la charge des réparations compte tenu de l'existence et de la gravité des fautes respectives. »
— Conseil d’État, assemblée, du 12 avril 2002, 238689, publié au recueil Lebon

#### Action récursoire impliquant un tiers
Un tiers peut exercer une action récursoire contre l’État et, par parallélisme, l’État peut exercer une action récursoire contre un tiers. Cette hypothèse est susceptible de se produire en cas de responsabilité sans faute de l’État.
Par exemple, la responsabilité sans faute de l’État est engagée lors d’un préjudice subi par un tiers et consécutif, directement et certainement, d’un délit ou d’un crime commis lors d’un attroupement. Si l’État en est civilement responsable, il peut exercer une « action récursoire contre les auteurs du fait dommageable ». Cependant, l’action récursoire est une voie de recours fermée s’il est établi une faute lourde commise par l’État, notamment s’il s’est abstenu de faire usage de ses pouvoirs de police pour prévenir le trouble à l’ordre public. En pareil cas, l’État a créé une rupture d’égalité anormale et spéciale devant les charges publiques au tiers lésé : il engage sa pleine responsabilité et doit supporter l’intégralité des charges.
« L’État est civilement responsable des dégâts et dommages résultant des crimes et délits commis, à force ouverte ou par violence, par des attroupements ou rassemblements armés ou non armés, soit contre les personnes, soit contre les biens. L’État peut également exercer une action récursoire contre les auteurs du fait dommageable. Il peut exercer une action récursoire contre la commune lorsque la responsabilité de celle-ci se trouve engagée. »
— Article L211-10 du code de la sécurité intérieure (en vigueur le 28 mai 2023)
Par ailleurs, la « responsabilité de l’État, même sans faute, est engagée pour les dommages causés aux tiers » par un mineur dont la garde est confiée, par le juge des enfants, à un service ou un établissement qui relève de l’autorité de l’État,. En pareil cas, l’action récursoire est exercée contre l’État.

#### Action récursoire de l’administration à l’encontre de l’administration
Il peut arriver qu’un service de l’administration exerce une action récursoire contre un autre service.
Par exemple, en cas d’accident de service, les frais médicaux exposés et le traitement d’un agent sont pris en charge par l’administration qui l’employait à la date de l’accident. Cette prise en charge est étendue lorsque l’agent est placé en congé de longue maladie du seul fait de la rechute consécutive à l'accident de service, même s’il est employé auprès d’un autre service. En pareil cas, l’administration qui emploie actuellement l’agent est fondée à demander, par une action récursoire, le remboursement des traitements qu’elle lui a versés, jusqu’à la reprise du service ou sa mise à la retraite.

### Particularités
Outre les hypothèses principales permettent le recours à l’action récursoire, d’autres voies sont ouvertes avec des particularités.

#### Magistrats de l’ordre judiciaire
Alors que l’action récursoire de l’administration contre un agent doit être mené devant la juridiction administrative, il en va autrement en ce qui concerne les fautes personnelles des magistrats du corps judiciaire. Le législateur a explicitement et spécialement prévu la compétence de l’ordre judiciaire pour ce qui concerne les fautes personnelles des magistrats qui se rattachent au fonctionnement du service public de la justice.
À peine de nullité, l’action récursoire doit alors être menée devant une chambre civile de la Cour de cassation.
En outre, depuis 2007, « l’État est civilement responsable des condamnations en dommages et intérêts » prononcées contre les magistrats de l’ordre judiciaire à raison d’une faute lourde (dol, fraude, concussion, lors de l’instruction ou du jugement) ou d’un déni de justice, ouvrant une nouvelle voie d’action récursoire.
Ce régime de spécialité est discuté, en ce que chaque ordre juridictionnel juge son propre dysfonctionnement. L’ancien conseiller d’État et actuel conseiller honoraire à la Cour de cassation Jean-Louis Gallet propose, par exemple, de transférer au Tribunal des conflits la compétence pour statuer en matière de responsabilité de l'État pour fonctionnement défectueux des juridictions judiciaires et administratives.

#### Élus locaux
Le code général des collectivités territoriales prévoit que « les communes sont responsables des dommages résultant des accidents subis par les maires, les adjoints et les présidents de délégation spéciale dans l’exercice de leurs fonctions ». Des dispositions analogues sont accordées aux conseillers municipaux (vis-à-vis de la commune), aux conseillers départementaux (vis-à-vis du département) et aux conseillers régionaux (vis-à-vis de la région), y compris membres du Conseil exécutif de Corse.

#### Perte de chance
L’ONIAM peut exercer une action récursoire « contre le professionnel, l’établissement de santé, le service ou l'organisme concerné ou son assureur en cas de faute établie à l’origine du dommage », y compris lorsque la faute établie a entraîné une perte de chance d’éviter l’infection nosocomiale ou d'en limiter les conséquences, sans qu’il puisse se prévaloir du droit d’information des patients sur les risques.

#### Procédures particulières

##### Caractère subrogatoire de l’action d’un tiers condamné contre l’État
Le Conseil d’État a jugé que lorsqu’un tiers auteur d’un dommage, condamné par le juge judiciaire, saisit le juge administratif pour déclarer l’État partiellement responsable du préjudice et partager la charge de la réparation avec la collectivité, il exerce une action subrogatoire fondée sur les droits de la victime et non une action récursoire.
Par l’exercice d’une action subrogatoire, le condamné ne saurait avoir plus de droits que la victime car, par nature, sa propre faute lui est opposable : il se voit opposer l’ensemble des moyens de défense qui auraient pu l’être à la victime.

##### Révision ou annulation de l’action récursoire
Les sommes versées par une personne condamnée, sur le fondement d’une décision de justice exécutoire, même non définitive, présentent le « caractère d’une créance certaine » dont elle peut obtenir le paiement par un tiers responsable par la voie de l’action récursoire. 
Toutefois, si la décision de justice sur laquelle était fondée l’action récursoire est réformée ou annulée à l’issue d’un recours, le tiers responsable peut demander à la personne initialement condamnée le remboursement des sommes dont elle se trouvait déchargée à l’issue de l’action récursoire. À l’inverse, si le préjudice s’alourdit à l’issue de l’exercice des voies de recours, la personne condamnée peut exiger au tiers responsable le paiement du surplus.

##### Transactions
Un contrat de transaction n’est pas la base légale d’un titre exécutoire. Toutefois, dans l’hypothèse où le préjudice n’a pas été établi par un juge mais qu’une réparation a été formalisée dans une transaction entre l’administration et le tiers lésé pour réparer ledit préjudice, l’administration peut se retourner contre l’agent, à raison de la faute personnelle, pour mettre à sa charge le principe et le montant de la réparation, indépendamment du montant de la transaction conclue entre l'administration et la victime.